# Codex Vaticanus 2066
Il Codex Vaticanus 2066 (Gregory-Aland: 046; Soden: α 1070) è un codice manoscritto onciale del Nuovo Testamento, datato paleograficamente al X secolo. Contiene il testo dei quattro Vangeli.

## Descrizione
Il codice contiene 20 spessi fogli di pergamena di 27,5 per 19 cm, contenenti un testo quasi completo delle Apocalisse. Scritta in una colonna per pagina, 35 righe per colonna.
Contiene spirito aspro, spirito dolce e accenti.

## Critica testuale
Il testo del codice è rappresentativo del tipo testuale bizantino. Kurt Aland lo ha collocato nella Categoria V.

## Storia
Il manoscritto è stato descritto e collazionati da Bianchini.
Il codice è conservato presso la Biblioteca Apostolica Vaticana (Gr. 2066) a Roma.